# Путин. Коррупция
«Пу́тин. Корру́пция» — доклад о коррупции в окружении Владимира Путина, подготовленный лидерами Партии народной свободы. Доклад был представлен ими на пресс-конференции 28 марта 2011 года.
Составителями доклада являются сопредседатели партии Владимир Милов, Борис Немцов и Владимир Рыжков, а также пресс-секретарь движения «Солидарность» Ольга Шорина.

## Содержание
В докладе рассказано об обогащении Владимира Путина и его друзей, в том числе о 26 дворцах и пяти яхтах, которыми пользуются Путин и Медведев.

## Работа над докладом
По словам Владимира Рыжкова, работа над докладом была разделена между авторами следующим образом:

Каждый из нас — Борис Немцов, Владимир Милов и я — взялись написать по одной-две главы. Мне, например, досталась глава про роскошь: это виллы, яхты, дворцы, машины и часы нашей политической элиты. Владимир Милов написал, по-моему, очень хорошую главу про обогащение дачного кооператива «Озеро». Борис Немцов — про «друзей-миллиардеров», олигархов. Он также написал «Введение» о том, на каком месте в мире Россия находится по коррупции, и какие беды нам это приносит. Мы вместе писали заключение о мерах по борьбе с коррупцией — практически это пересказ нашей партийной программы. Потом мы все вместе — нам помогали ещё Михаил Касьянов и Сергей Алексашенко — сделали общую редактуру.

## Издание
Издание доклада ведётся на средства, поступающие на счёт в системе «Яндекс.Деньги», который был открыт специально для этих целей. Контроль над ним осуществляется Наблюдательным советом, куда входят главный редактор «Новой Газеты» Дмитрий Муратов, журналист Олег Кашин, экономист Ирина Ясина, сценарист и блогер Олег Козырев. За первый месяц, с 28 марта по 29 апреля 2011 года, было собрано 1 838 209 рублей.
13 апреля был проведён тендер на выбор типографии. Из шести претендентов победила типография, предложившая наименьшую цену за печать одного экземпляра, — 4 рубля 05 копеек. Таким образом, с учётом 3 % комиссии «Яндекса» удастся напечатать 440 тысяч экземпляров.
Счёт в «Яндексе» остаётся открытым, и сбор средств на него продолжается. Номер счёта указан на обложках брошюр.
Доклад также размещён на специальном сайте «Путин. Итоги».
Для цвета обложки были выбраны серо-коричневые тона, которые, по словам Рыжкова, «символизируют субстанцию, заливающую нашу страну, и ржавчину, которой покрылось наше государство». Вероятно, это было сделано также потому, что обложка предыдущего доклада «Путин. Итоги. 10 лет», на которой изображён развевающийся российский флаг, вызывала ассоциации с «Единой Россией».
В сентябре появилась аудиоверсия доклада, а также стала выходить его видеоверсия.